# アルゼンチンよ、泣かないで
「アルゼンチンよ、泣かないで」 (Don't Cry for Me Argentina) は、アンドルー・ロイド・ウェバー作曲、ティム・ライス作詞による1978年のミュージカル『エビータ』の中で最も有名な楽曲である。エバ・ペロンを題材として歌われたこの曲は、ライスが最終的な題名に決める前は「イッツ・オンリー・ユア・ラヴァー・リターニング」（It's Only Your Lover Returning）という曲名をつけられていた。この曲は第2幕の始めにエビータが大統領官邸カサ・ロサダのバルコニーから群集に話しかける場面で歌われ、後悔と挑戦という壮大で感動的なテーマと結びついた圧倒するメロディーというロイド・ウェバーの最も人気のある楽曲の特徴を持ち備えている。
この楽曲は、同じミュージカルの中の「ワット・ア・サーカス」（Oh What a Circus）とメロディラインを共有している。

## 最初の版
ミュージカル『エビータ』は、英国の舞台で上演される以前にアルバムという形で生まれた。ジュリー・コヴィントンが1976年発表のスタジオ・アルバムで初めて「アルゼンチンよ、泣かないで」を歌った。ジュリー・コヴィントンのシングルは、1977年2月に1週間の間全英シングルチャートの1位の座に着き、英国内だけでほぼ100万枚が販売された。
この曲がアルバムを売り込むには最適であると目されたにもかかわらず、当初は商業チャートで成功を収めるにはいささか退屈な曲であると考えられていた。ジュリー・コヴィントンにもう一つ別の代替版を録音させるような配慮までされたが、結局はオリジナル版がシングルとして発表された。
B面は「レインボー・ハイ」（Rainbow High）であったが、マドンナが「アルゼンチンよ、泣かないで」を『ドント・クライ・フォー・ミー・アルゼンチーナ』でカヴァーしたときには、この曲の代わりに「ユー・マスト・ラヴ・ミー」（You Must Love Me）がカップリング曲に選ばれた。
コヴィントンが舞台公演を望まなかったのでエレイン・ペイジがロンドン公演で「エヴァ」の役を演じ、米国ではこの曲は最初のブロードウェイ公演で「エヴァ」を演じたパティ・ルポーン（Patti LuPone）の18番（signature song）として知られている。
英国とアルゼンチンの間で1982年に起こったフォークランド紛争の間、皮肉にもこの曲は英国軍の部隊がフォークランドの戦地へ向かうときに軍楽隊により演奏されることがあった。同時期にコヴィントンの曲はBBCで放送禁止にされた。

## その他のレコーディング
この曲には以下の録音がある。
- ジュリー・コヴィントン：（1976年）
- オリビア・ニュートン＝ジョン：（1977年、アルバム 『MAKING A GOOD THING BETTER～きらめく光のように（Making a Good Thing Better）』）[3]
- カーペンターズ：（1977年、アルバム 『パッセージ』）
- ペトゥラ・クラーク：（1977年、CBS シングル）
- エレイン・ペイジ：（1978年、ロンドン公演のオリジナルのキャスト）
- シャーリー・バッシー（Shirley Bassey）：（1978年のアルバム 『マジック・イズ・ユー（The Magic Is You）』 と1993年のアルバム 『Sings the Songs of Andrew Lloyd Webber』）
- シャドウズ（The Shadows）（1978年）
- フェスティヴァル（Festival）（1979年のダンスディスコ版が世界的に知られている）[4]（後のアルバム『Disco Evita (Chronicles)』(CD)[5]
- トム・ジョーンズ（1979年、アルバム 『レスキュー・ミー（Rescue Me）』）
- パティ・ルポーン（Patti LuPone）（1979年、アメリカ公演のオリジナルのキャスト）
- ドゥーリーズ（The Dooleys）（1980年、アルバム『フル・ハウス（'Full House'）』）
- ジョーン・バエズ（1980年）
- シラ・ブラック（Cilla Black）
- マーティ・ウェッブ（Marti Webb）（1981年のアルバム『ウォウント・チェンジ・プレイシズ（Won't Change Places）』 と1995年のアルバム『ミュージック・アンド・ソングス・フローム・エビータ（Music and Songs from Evita）』）ウェッブはロンドン公演で2人目のエビータを演じた。
- ドナ・サマー（1981年）
- バーバラ・ディクソン（Barbara Dickson）（1985年）
- ステファニー・ローレンス（Stephanie Lawrence）（1988年）ローレンスはマーティ・ウェッブの後任で、エビータの最初のロンドン公演で今度はペイジの代わりに演じた。
- シネイド・オコナー（1992年、アルバム『永遠の詩集（Am I Not Your Girl）』)
- サラ・ブライトマンとマイク・フラワーズ・ポップス（Mike Flowers Pops）（1996年）
- マドンナ、1996年の映画『エビータ』
- マリア・フリードマン（Maria Friedman）（1996年）
- ジュディ・コリンズ（Judy Collins）（1999年、アルバム『クラシック・ブロードウェイ（Classic Broadway』））
- ミー・ファースト・アンド・ザ・ギミー・ギミーズ（1999年、アルバム『（Me First and the Gimme Gimmes Are a Drag）』）
- ジュリアン・ロイド・ウェバー、2001年のアルバム『ロイド・ウェバー プレイズ ロイド・ウェバー（Lloyd Webber Plays Lloyd Webber）』
- エレナ・ロジャー（Elena Roger）（2006年、ロンドン公演のキャストでのレコーディング）
- フィオナ・ヘンドリー（Fiona Hendley）
- シャロン・キャンベル（Sharon Campbell）

パロマ・サン・バジリオ（Paloma San Basilio）とNacha Guevaraは、有名なこの曲のスペイン語版（“No llores por mí Argentina”）をレコーディングした。“Wein’ nicht um mich Argentinien”というドイツ語版をカーチャ・エプシュタインの歌は人気となった。ローラ・ブラニガンは、この曲をレコーディングしたことは無いがコンサートでは恒例で歌っている。

## マドンナ版
マドンナは1996年の映画『エビータ』で主役を演じ、サウンドトラック用にこの曲をレコーディングした。1997年初めにはこのアルバムからの2曲目のシングルとして英語とスペイン語双方のダンス・ミックス版も発表した。マイアミ・ミックス・エディットというこのダンス・ミックス版にはCDシングルがある。マドンナは、オリジナルのサウンドトラック版「ドント・クライ・フォー・ミー・アルゼンチーナ」を2001年の自身の「ドラウンド・ワールド・ツアー（Drowned World Tour）」で幕間の間奏として使用した。ミュージックビデオには、全てアラン・パーカー監督の「エビータ」からこの歌の一連場面が使用された。
このシングルは数カ国で第一位を獲るほどの世界的な大ヒットになり、特にフランスではマドンナにとり「ラ・イスラ・ボニータ」（La Isla Bonita）以来の2曲目のNo.1ヒットとなった。米国のトップ10ヒットでの最高位は8位。英国では第3位であり、年間ではトップ40で33万8,494枚を売り上げた）。売り上げと放送回数にはダンス・リミックス版の貢献もあった。ヨーロッパではマドンナにとり9曲目のユーロチャート Hot 100 シングルの1位獲得であった。

### UK プロモーションCD収録曲
1. ドント・クライ・フォー・ミー・アルゼンチーナ（Don't Cry for Me Argentina） - マイアミ・ミックス・エディット - 4:31
2. ドント・クライ・フォー・ミー・アルゼンチーナ（Don't Cry for Me Argentina） - マイアミ・ミックス - 6:51

### UK プロモーション12"収録曲

#### A面
1. ドント・クライ・フォー・ミー・アルゼンチーナ（Don't Cry for Me Argentina） - マイアミ・ミックス - 6:51

#### B面
1. ドント・クライ・フォー・ミー・アルゼンチーナ（Don't Cry for Me Argentina） - マイアミ・ミックス・エディット - 4:31
2. ドント・クライ・フォー・ミー・アルゼンチーナ（Don't Cry for Me Argentina） - マイアミ・スパニッシュ・ミックス・エディット - 4:29

### 標準シングル収録曲
1. ドント・クライ・フォー・ミー・アルゼンチーナ（Don't Cry for Me Argentina） - マドンナ - 5:31
2. サンタ・エビータ（Santa Evita） - オーケストラ/ジョン・マウチェリ（John Mauceri） - 2:30
3. ラテン・シャント（Latin Chant） - オーケストラ/ジョン・マウチェリ - 2:11

### リミックス・シングル収録曲
英国とオーストラリアではCDシングルで発売。ドイツでも最初の2曲がA面、最後の2曲がB面に収録された12"レコードとして発売。
1. ドント・クライ・フォー・ミー・アルゼンチーナ（Don't Cry for Me Argentina） - マイアミ・ミックス・エディット - 4:31
2. ドント・クライ・フォー・ミー・アルゼンチーナ（Don't Cry for Me Argentina） - マイアミ・スパニッシュ・ミックス・エディット - 4:29
3. ドント・クライ・フォー・ミー・アルゼンチーナ（Don't Cry for Me Argentina） - マイアミ・ミックス - 6:51
4. ドント・クライ・フォー・ミー・アルゼンチーナ（Don't Cry for Me Argentina） - アルバム・ヴァージョン - 5:31

### USマキシ・シングル収録曲
米国でCDと最初の3曲がA面、最後の3曲がB面に収録されたレコードとして発売。
1. ドント・クライ・フォー・ミー・アルゼンチーナ（Don't Cry for Me Argentina） - マイアミ・ミックス・オルタナティヴ・エンディング
2. ドント・クライ・フォー・ミー・アルゼンチーナ（Don't Cry for Me Argentina） - マイアミ・スパニッシュ・ミックス
3. ドント・クライ・フォー・ミー・アルゼンチーナ（Don't Cry for Me Argentina） - マイアミ・ミックス・エディット
4. ドント・クライ・フォー・ミー・アルゼンチーナ（Don't Cry for Me Argentina） - マイアミ・ダブ・ミックス
5. ドント・クライ・フォー・ミー・アルゼンチーナ（Don't Cry for Me Argentina） - マイアミ・ミックス・インストルメンタル・ヴァージョン
6. ドント・クライ・フォー・ミー・アルゼンチーナ（Don't Cry for Me Argentina） - マイアミ・スパニッシュ・ミックス・エディット

この曲のマイアミ・ミックス版は、マドンナの声がこの版のために再録音されたことから通常の意味でのリミックスでは無い。
この曲のマイアミ・ミックス版には"エヴァの最後の放送（Eva's Final Broadcast）"からの歌詞を含んでいる。群集を前にして7回、後のフル・ヴァージョンでは更に7回の唱和を行ったが、編集された版の最初では僅か3回しか行われなかった。
アストル・ピアソラにより書かれ、彼とそのタンゴ・カルテットにより演奏された『フラカナーパ』(Fracanapa)もあり、これは正式な許可を受けていた。

### チャート
| チャート（1997年）                                 | 最高位 |
| -------------------------------------------------- | ------ |
| オーストラリア ARIA シングル チャート              | 9      |
| オーストリア シングル チャート                     | 3      |
| ベルギー・フラマン語圏 Ultratop 50                 | 5      |
| ベルギー・ワロン語圏 Ultratop 40                   | 2      |
| カナダ シングル チャート                           | 14     |
| オランダ Top 40                                    | 4      |
| ユーロチャート Hot 100 シングル                    | 1      |
| フィンランド シングル チャート                     | 8      |
| フランス SNEP シングル チャート                    | 1      |
| ドイツ シングル チャート                           | 3      |
| アイルランド シングル チャート                     | 9      |
| イタリア FIMI シングル チャート                    | 2      |
| ノルウェー VG-lista シングル チャート              | 9      |
| スペイン シングル チャート                         | 1      |
| スイス シングル チャート                           | 4      |
| スウェーデン シングル チャート                     | 9      |
| 全英シングルチャート                               | 3      |
| U.S. Billboard Hot 100                             | 8      |
| U.S. Billboard Hot 100 エアプレイ                  | 5      |
| U.S. Billboard Hot 100 シングル セールス           | 11     |
| U.S. Billboard アダルト・コンテンポラリー          | 21     |
| U.S. Billboard アダルト Top 40                     | 14     |
| U.S. Billboard Hot ダンスミュージック/クラブプレイ | 1      |
| U.S. ARC ウィークリー Top 40                       | 1      |

## 近年の文化での引用
ディズニー映画『ラマになった王様2 クロンクのノリノリ大作戦』中でクロンク（Kronk）が「Don't cry for me Marge and Tina.」と声明を発表する。
2009年12月6日付の漫画『パールス・ビフォアー・スワイン（Pearls Before Swine）』中で豚がこう言う「Dunk rye for me Arch and Tina」
2010年FIFAワールドカップでサッカーアルゼンチン代表がサッカードイツ代表に敗退しときには「Don't Cry for MESSI Argentina」や「"Don't Cry fo MESSI Argentina"by Maradonnna」と言ったパロディがネットに登場した。
2014年FIFAワールドカップの決勝戦でサッカーアルゼンチン代表がサッカードイツ代表に敗北しときにも「Don't Cry for me Argentina」の見出しで報じるメディアがあった。2018年FIFAワールドカップでサッカーアルゼンチン代表がサッカーフランス代表に3-4で敗北した時には「Don't cry 4-3 Argetina」と報じるメディアがあった。
2013年にアルゼンチン出身のホルヘ・マリオ・ベリゴリオ枢機卿がローマ教皇に選出され、新教皇が「私の着座式を見にくる飛行機代は寄付か貯金にまわしてください」の発言を「Don't fly for me Argentina」の見出しで報じるメディアがあった。
| 先代 "やすらぎの季節" by デヴィッド・ソウル                                               | 全英シングルチャート No.1 シングル （ジュリー・コヴィントン版） 1977年2月12日から1週間     | 次代 "フェン・アイ・ニード・ユー" by レオ・セイヤー             |
| 先代 "フリード・フローム・デザイア" by ガーラ                                             | フランス SNEP シングル チャート No.1 シングル （マドンナ版） 1997年1月25日 - 1997年2月15日 | 次代 "レット・ボーイ・クライ" by ガーラ                         |
| 先代 "アンブレーク・マイ・ハート" by トニー・ブラクストン                                 | ユーロチャート Hot 100 シングル No.1 シングル （マドンナ版） 1997年2月14日 - 1997年3月15日 | 次代 "ドント・スピーク" by ノー・ダウト                         |
| 先代 "ラヴフール" by カーディガンズ                                                       | U.S. ARC Weekly Top 40 No.1 シングル （マドンナ版） 1997年2月15日 - 1997年3月15日          | 次代 "Wannabe" by スパイス・ガールズ                            |
| 先代 "ネヴァー・ミス・ウォーター" by チャカ・カーン フィーチャリング Me'Shell Ndegeocello | Billboard ホット・ダンス・クラブ・プレイ No.1 シングル （マドンナ版） 1997年2月22日        | 次代 "ラナウェイ" by Nuyorican Soul フィーチャリング インディア |